# Tetrachyron
Tetrachyron es un género de plantas fanerógamas perteneciente a la familia de las asteráceas. Comprende 12 especies descritas y de estas, solo 8 aceptadas.

## Taxonomía
El género fue descrito por Diederich Franz Leonhard von Schlechtendal y publicado en Linnea 19: 744. 1847. La especie tipo es Tetrachyron manicatum Schltdl.	

## Especies aceptadas
A continuación se brinda un listado de las especies del género Tetrachyron aceptadas hasta julio de 2012, ordenadas alfabéticamente. Para cada una se indica el nombre binomial seguido del autor, abreviado según las convenciones y usos.
- Tetrachyron brandegei (Greenm.) Wussow & Urbatsch
- Tetrachyron discolor (A.Gray) Wussow & Urbatsch
- Tetrachyron grayi (Klatt) Wussow & Urbatsch
- Tetrachyron manicatum Schltdl.
- Tetrachyron orizabaensis (Klatt) Wussow & Urbatsch
- Tetrachyron orizabensis (Klatt) Wussow & Urbatsch
- Tetrachyron torresii B.L.Turner
- Tetrachyron websteri (Wussow & Urbatsch) B.L.Turner